# Andrea Parkins

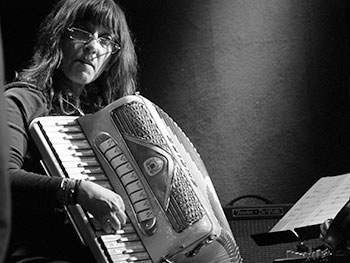
Andrea Parkins (2015)

Andrea Parkins (* in Pittsburgh) ist eine US-amerikanische Klangkünstlerin und Improvisationsmusikerin (Akkordeon, Piano, Keyboard), die seit 2017 in Berlin lebt.

## Leben
Parkins studierte Bildende Kunst an der Rutgers University bei Martha Rosler und Filmwissenschaften in Boston bei Phil Solomon und Ricky Leacock. Als Musikerin arbeitete die Cousine von Zeena Parkins in den 1990er Jahren im Trio mit dem Saxophonisten Briggan Krauss und dem Schlagzeuger Kenny Wollesen; das Ensemble spielte zwei Alben für das Label der Knitting Factory ein. Ab Anfang der 2000er Jahre spielte sie im Trio von Ellery Eskelin mit Jim Black, das mehrere Alben für die Label Hatology und Songlines aufnahm (Quiet Music, 2006). Sie arbeitete außerdem mit Joe Morris, im Trio mit Nels Cline und Tom Rainey (Ash and Tabula, 2004), ferner mit Miya Masaoka, Otomo Yoshihide, David Watson, mit Ches Smiths These Arches, im Satoko Fujii Min-Yoh Ensemble sowie Ende der 2000er Jahre im Trio mit John Edwards und Tony Marsh. Zu hören ist sie u. a. auch mit Lina Allemano’s Ohrenschmaus (Flip Side, 2024).
Sie präsentierte ihre Werke in New York City im Whitney Museum of American Art (Bitstreams), The Kitchen (New Sound/New York) und im Roulette ebenso wie auf dem ersten International Sound Art Festival in Mexiko-Stadt, dem Festival Unsound in Polen, NEXT in Bratislava und 2010 im Künstlerhaus Hamburg. 2008 erhielt sie das New Technology-Stipendium des New York State Council on the Arts, um ihre Installation Ob-jest, the Jettisoned Object zu entwickeln, das aus einem Text von Julia Kristeva basiert.
Andrea Parkins fragmentiert als Akkordeonistin das traditionelle Vokabular dieses Instruments und dehnt dessen Möglichkeiten mit Hilfe elektronischer Techniken aus; sie kombiniert Piano und Akkordeon mit digitalem Sampling.

## Diskographische Hinweise
- 1996: Cast Iron Fact (Knitting Factory Works)
- 1996: Ellery Eskelin/Andrea Parkins/Jim Black – One Great Day... (HatHut Records)
- 1998: Slippage (Knitting Factory Works) mit Briggan Krauss, Kenny Wollesen
- 2007: Nels Cline, Andrea Parkins, Tom Rainey – Downpour (Les Disques Victo)
- 2008: Cities and Eyes: The Skein (Henceford) mit Jessica Constable
- 2009: Faulty (Broken Orbit) (Important)